# QT時間

正常な心電図のイメージ図
青色で示すのがQT時間

QT時間（キュー・ティーじかん、QT interval）とは、ヒトの心電図におけるQ波の始まりからT波の終わりにいたるまでの時間のこと。

## 意義

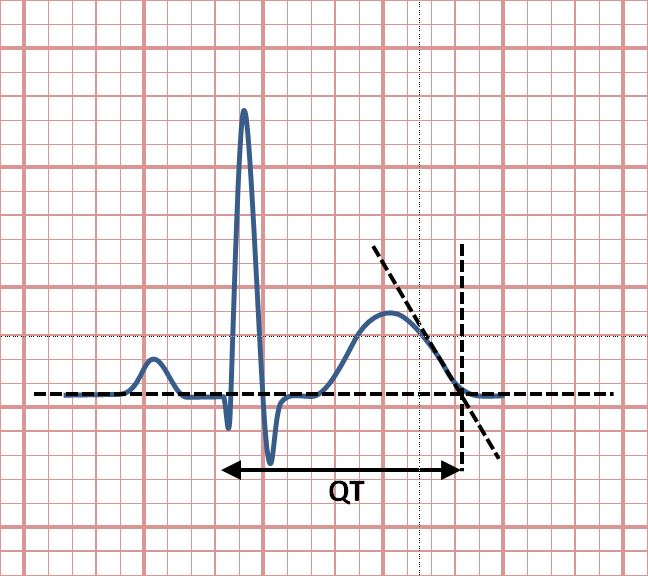
心電図の例

心電図ではQT時間にはQ波、R波、S波、T波が含まれる。これは心室での収縮期の、心筋細胞のイオンの出入りを意味する電気信号の伝導を反映する。現実に遭遇する生命にかかわる病態としては、QT延長症候群が多い。

## QTc
QTc（補正QT時間）とは、QT時間を心拍数で補正した値である。Bazettによる補正式は下式で表される。
QTc = QT/ √RR
RR: R波と次のR波の間隔

## QT短縮
- 一次性（特発性、先天性）
  - QT短縮症候群
- 二次性（続発性、後天性）
  - ジギタリス中毒など薬剤性・医原性
  - 高カルシウム血症、高カリウム血症、発熱、アシドーシス、カテコラミン、心筋虚血

など。

## QT延長
- 一次性
  - 遺伝性イオンチャネル異常症（先天性QT延長症候群）
- 二次性
  - 薬剤性
  - 電解質異常（低カリウム血症、低マグネシウム血症、低カルシウム血症）